# Луї В'єрн
Луї Вікто́р Жюль  В'єрн (фр. Louis Victor Jules Vierne; 8 жовтня 1870, Пуатьє — 2 червня 1937, Париж) — французький органіст і композитор.

## Біографія
Луї  В'єрн народився майже сліпим, але після операції в семирічному віці його зір трохи покращився. Його музичні здібності проявилися дуже рано, і під впливом свого дядька Шарля Колена, професора Паризької консерваторії по класу гобоя і органіста однієї з паризьких церков, він почав навчатися гри на фортеп'яно. Саме від нього  В'єрн вперше почув розповіді про відомого органіста Сезара Франка, який пізніше став його першим учителем органного мистецтва. У десятирічному віці Луї  В'єрн вперше почув гру Франка на органі в базиліці Св. Клотільди і, за його власними словами, вона стала для нього одкровенням.
У 1881 році  В'єрн вступив у школу-інтернат для сліпих, де крім традиційних шкільних дисциплін навчався гри на органі, фортеп'яно, скрипці, а також познайомився з гармонією, контрапунктом і композицією. У 1886 році  В'єрн завоював першу нагороду за гру на скрипці і фортеп'яно в щорічному шкільному конкурсі. Одним з членів конкурсного журі був С. Франк. Виступ Л.  В'єрна справив на нього сильне враження, і він пообіцяв юному музиканту зайнятися його навчанням після закінчення школи. Ця розмова з Франком визначила подальшу долю Луї  В'єрна як музиканта.
Два роки по тому  В'єрн був допущений як слухач в органний клас Франка, а в 1890 році його мрія збулася і він став студентом Паризької консерваторії та учнем Сезара Франка. Однак щастя було недовгим, в тому ж 1890 році Франк раптово помер від ускладнень після грипу.
Місце професора по класу органа після С.Франка зайняв інший відомий музикант, Ш. М. Відор, який поєднував цю посаду з посадою титулярного органіста церкви Сен-Сюльпіс в Парижі. У 1892 році  В'єрн став помічником Відора в церкві Сен-Сюльпіс, а через два роки — асистентом професора в консерваторії.
Влітку 1898 року у час приватної поїздки в Кан  В'єрн зустрівся з донькою свого старого знайомого, відомого баритона Опери-Комік Е.-А. Таскіна, який брав у нього уроки гри на органі. Ця зустріч виявилася доленосною, і в квітні 1899 року, Арлетта Таскін стала дружиною  В'єрна.
До кінця XIX сторіччя Л.  В'єрн був автором приблизно двох десятків композицій, написаних в жанрі фортеп'янної, вокальної та камерної музики. У 1899—1900 роках він створив свої перші великі твори — Першу симфонію для органу (тв. 14) і Урочисту месу (тв. 16) для чотириголосого змішаного хору, органу та оркестру. Пізніше, за порадою Ш. М. Відора, в Месу замість рідко використовуваного в духовній музиці оркестру був введений орган. 8 грудня 1901 року відбулася прем'єра Урочистої Меси, партії органів виконували Ш. М. Відор і сам Л.  В'єрн.
У 1900 році на конкурсній основі  В'єрн був призначений на пост титулярного органіста Собору Паризької Богоматері, який він займав до кінця життя. Як і в церкві Сен-Сюльпіс, в Соборі Паризької Богоматері був встановлений чудовий орган Арістіда Кавайє-Коля, особливості звучання якого здійснили значний вплив на органні композиції музиканта. Луї  В'єрн дуже швидко набув слави блискучого органіста й імпровізатора та багато концертував, а після закінчення Першої світової війни гастролював в Європі (1921—1924) І Америці (1927), даючи, крім концертів, майстер-класи.
Життя Луї  В'єрна було сповнене трагічними подіями. Проблеми із зором, які вдавалося короткочасно поліпшити операціями, переслідували  В'єрна все життя. У 1909 році він розлучився з дружиною, яка пішла до його друга, відомого органного майстра Шарля Мютена, якому  В'єрн присвятив Другу органну симфонію. У 1913 році помер його молодший син, а в листопаді 1917 року Перша світова війна забрала життя і старшого сина. На довершення всіх нещасть, в травні 1918 року загинув його молодший брат-органіст, в музичне навчання якого  В'єрн вклав чимало зусиль.
Луї  В'єрн багато часу присвячував заняттям зі студентами. Початок його педагогічної діяльності відноситься ще до кінця XIX сторіччя, коли молодий музикант працював асистентом Олександра Гільмана, часто замінюючи професора під час його частих гастрольних поїздок. Починаючи з 1911 року  В'єрн вів клас органу в «Схола канторум». Незважаючи на проблеми зі здоров'ям і в особистому житті, він завжди залишався добрим і терплячим наставником. Серед його учнів були Августин Барьє, Марсель Дюпре, Лілі і Надія Буланже, Анрі Ганьєбен та інші відомі органісти і композитори.
У 1931 році заслуги Луї  В'єрна отримали офіційне визнання: він став лицарем Ордена Почесного легіону.
Луї  В'єрн помер 2 червня 1937 від серцевого нападу в Соборі Паризької Богоматері під час свого 1750-го сольного концерту.

## Творчість

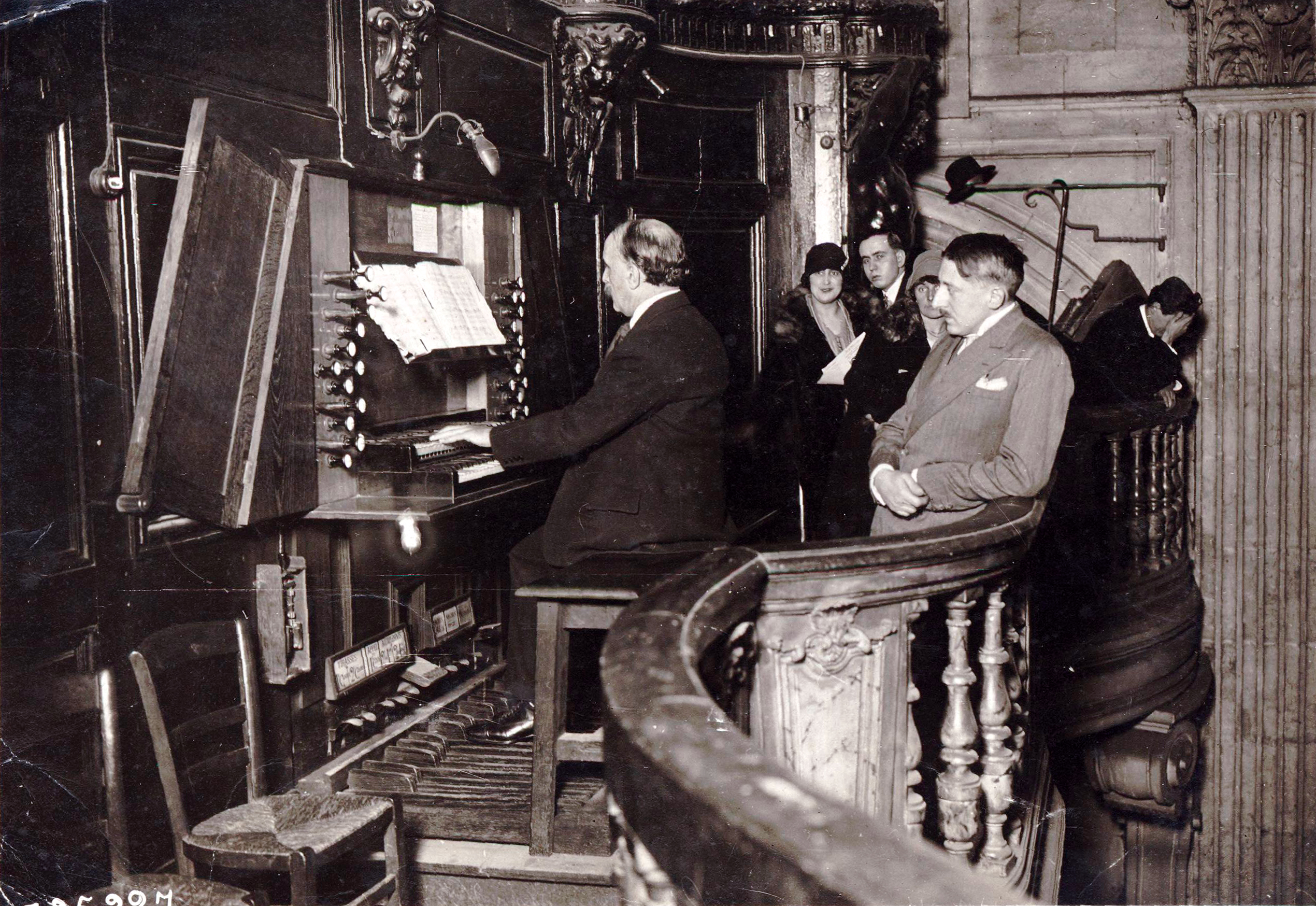
Луї В'єрн (за інструментом) на інавгурації органу паризької семінарії св. Миколи (1927 рік)

Музичний талант Луї  В'єрна був вельми багатогранним. Видатний органіст, він протягом 37 років займав посаду титулярного органіста Собору Паризької Богоматері — одного з найпрестижніших постів Франції.  В'єрн був блискучим віртуозом і славився своїми імпровізаціями, три з яких були записані в 1928 році і згодом транскрибуватися Морісом Дюрюфле. Крім того,  В'єрн залишив після себе безліч композицій в різних музичних жанрах. Це музика для органу, хорові та вокальні твори, кілька симфонічних творів, а також фортеп'янна і камерна музика.
Музична мова  В'єрна в своєму становленні пройшла через різні стилі: драматизм і емоційний пафос романтизму, ніжні «пастельні» фарби імпресіонізму, крайнощі модернізму і неупередженість абстракціонізму. А в пізніх своїх роботах композитор виявив навіть вплив сучасної музики і джазу.
Особливості органної мови Луї  В'єрна значною мірою обумовлені багатством звукової палітри симфонічного органу, який поступово отримав визнання як концертний інструмент. Цей тип органу зобов'язаний своєю появою А. Кавайє-Коллю, який кардинально змінив диспозицію органу, що зберігалася протягом кількох попередніх століть, і ввів додаткові регістри, що імітують людський голос, явища природи і різні музичні інструменти симфонічного оркестру. Два головних органи, на яких грав майстер (органи церкви Сен-Сюльпіс і Собору Паризької Богоматері) були в XIX столітті реставровані А. Кавайе-Коллем.

### Органні твори

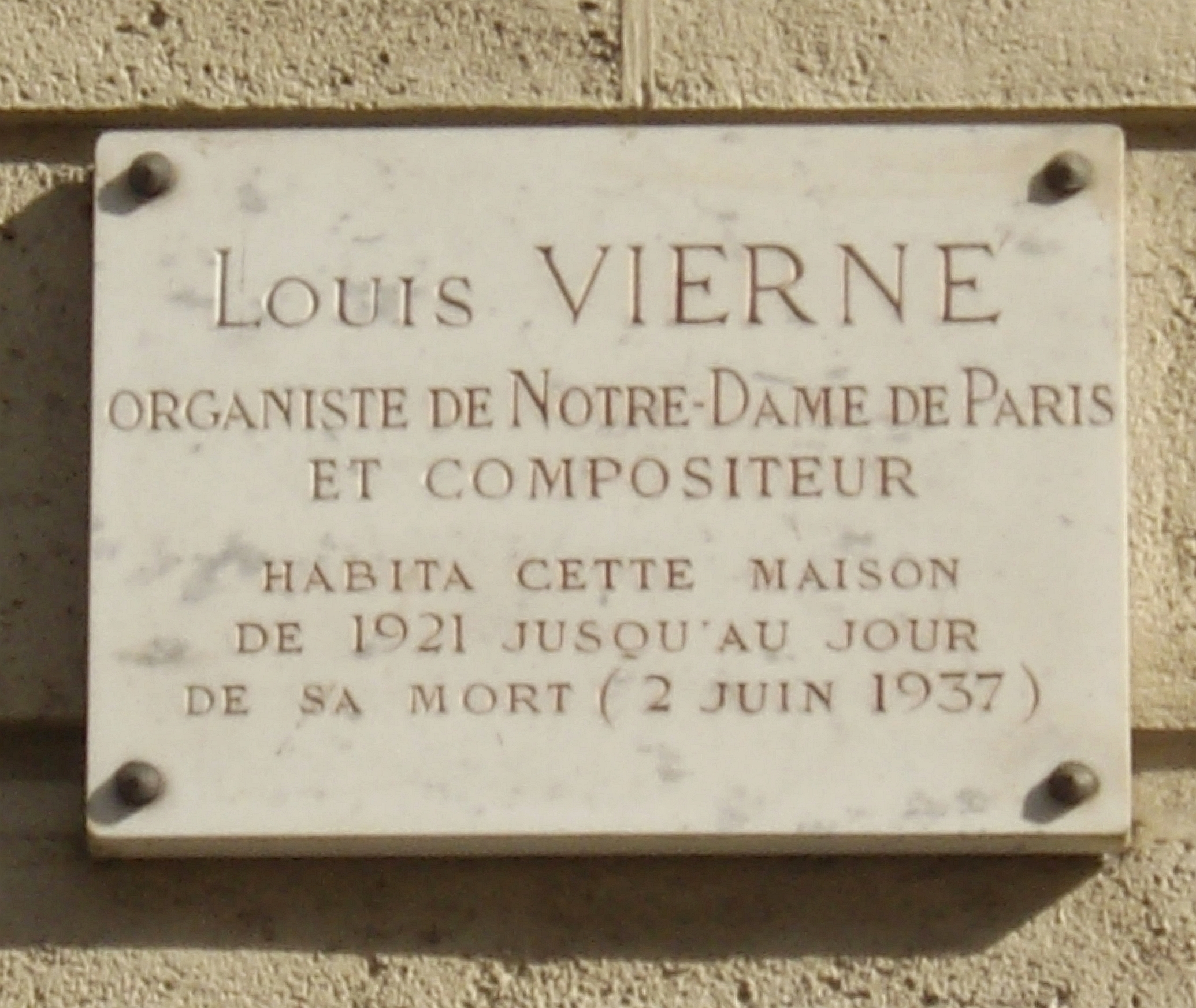
Меморіальна дошка на будинку, де жив Л. В'єрн

В органному доробку композитора виділяються два основні жанри: симфонія і програмна п'єса. Його перу належать шість органних симфоній, і вже в найпершій з них виявився власний стиль композитора: прагнення до монотематизму, гострі хроматичні гармонії і велика кількість дисонансів, володіння технікою контрапункту і колористичною палітрою. Перші три симфонії належать до довоєнного періоду в творчості композитора; в них він шукає свої форми самовираження, поступово віддаляючись від естетики своїх вчителів — Франка, Відора і Гільмана. Четверта симфонія, написана в 1914 році після декількох важких втрат, виділяється своєю трагедійної концепцією, що розкривається через колосальні звукові та смислові можливості органу, чого не вдавалося досягти жодному з попередників  В'єрна. Дві останніх симфонії композитора, п'ята (1924) і шоста (1930), Були написані під враженням від гігантських американських органів. У них виявляються нові виразні засоби, спостерігається відхід в атональну сферу, відмова від академічних традицій та звернення до естетичних форм XX століття (віртуозність, хроматизм).
Серед програмних творів для органу найбільш значними є Двадцять чотири п'єси у вільному стилі (тв. 31) і чотири сюїти (тв. 51, 53, 54, 55), об'єднані загальною назвою Двадцять чотири фантастичні п'єси. Одна з цих п'єс, Вестмінстерські дзвони, є вельми відомим твором і часто виконується на концертах. П'єси у вільному стилі (1913—1914), виходячи з їх прозорої та нескладної фактури, були створені з педагогічними цілями і цілком доступні органісту-початківцю.

### Фортеп'янна, симфонічна і камерна музика
Незважаючи на те, що найбільшу популярність здобули органні твори  В'єрна, його фортеп'янні та камерні твори також досить численні, хоча і більш традиційні. Завдяки своєму вчителеві Ш. М. Відорові, Луї приділяв багато уваги фортеп'янній підготовці майбутніх органістів, він сам досконало володів цим інструментом, хоча і не вважав його «своїм». І хоча він відмовлявся давати сольні фортеп'янні концерти, в приватній обстановці він виконував такі віртуозні твори, як «Віденський карнавал» Шумана, «Трансцендентні етюди» Ліста, твори Шопена. Його фортеп'янна спадщина включає кілька ранніх творів, написану в щасливий час знайомства з майбутньою дружиною Бургундську сюїту (1899), Три ноктюрни (1915), Дванадцять прелюдій (1914—1915), витончені і дуже поетичні Дитячі силуети (1916) і Самотність (1918), що з'явилася після двох важких втрат.
Луї  В'єрн написав всього одну Симфонію (1906—1907), але його оркестрові твори включають також Симфонічну поему для фортеп'яно та оркестром (1925—1926), Баладу для скрипки та оркестру (1926) і Симфонічні п'єси для органа і оркестру (1926), що являють собою авторську переробку перших трьох органних симфоній.
До жанру камерної музики  В'єрн звертався ще в юності, створивши три твори в 1894 році, включаючи Струнний квартет, розпочатий під час літніх канікул і завершений у вересні. Після більш ніж десятирічної перерви  В'єрн знову звернувся до цього жанру, написавши Сонату для скрипки і фортеп'яно (1905—1906), а ще через кілька років з'явилися Рапсодія для арфи (1909) і Соната для фортеп'яно та віолончелі (1910). Квінтет для фортеп'яно і струнних був написаний в 1917—1918 році та присвячений пам'яті старшого сина  В'єрна, який загинув на фронті під час Першої світової війни. Завершують список камерних творів композитора п'ять програмних п'єс, об'єднаних загальною назвою «Вечори за кордоном» для фортеп'яно та віолончелі (1928).
В'єрн також написав ряд хорових та вокальних творів.

### Наукова та педагогічна діяльність
Протягом майже всього свого життя  В'єрн вів щоденник, який допомагали записувати спочатку його брат Рене, а після його загибелі — одна з учениць. В цьому щоденнику був детально описаний хід його музичного навчання, спочатку в сім'ї, а потім — в школі для сліпих, включаючи заняття на фортеп'яно і відомості про репертуар, який виконував. Ці щоденники були частково опубліковані ще за життя  В'єрна в 1934 році, а в 1970 році вони вийшли у Франції цілком.
Луї  В'єрн залишив після себе «Органну методику» (фр. Methode d’Orgue), в якій виклав досвід всієї його роботи педагога і концертуючого органіста, який зустрічався з різними інструментами. У ній розкрито особливості викладання, представлені погляди професійного органіста на інструменти різного часу, викладений проєкт глобальної реставрації органу собору Паризької Богоматері.

## Дискографія
Органні твори:
- Louis Vierne: Complete Organ Works: Pierre Cochereau & George C. Baker, organ; Solstice; 7 CDs
- Louis Vierne: Complete Organ Works: Christine Kamp, organ; Festivo; 8 CDs completed of 10
- Louis Vierne: Complete Organ Works: Ben van Oosten, organ; MDG; 9 CDs
- Louis Vierne: Complete Organ Works: Wolfgang Rübsam, organ; IFO Records, 2008); 8 CDs (in preparation)
- Louis Vierne: Complete Choral Works: Truro Cathedral Choir; Robert Sharpe & Christopher Gray; Regent Records (2008)
- Organ Symphonies Nos. 1-6: Martin Jean, organ; Loft Recordings
- Organ Symphonies Nos. 1-6: David Sanger, organ; Meridian Recordings
- Organ Symphonies Nos. 1-6: Günther Kaunzinger, organ; Koch-Schwann
- Second Symphony for Organ: Christopher Houlihan, organ; Towerhill Recordings
- 24 Pièces de fantaisie: Günther Kaunzinger, organ; Novalis; 2 CDs
- 24 Pièces en style libre тв. 31: Günther Kaunzinger, organ; Koch-Schwann; 2 CDs

Інші:
- Louis Vierne: Symphonie en la mineur, Poème pour piano et orchestre — François Kerdoncuff, piano; Orchestre Philharmonique de Liège; Pierre Bartholomée, conductor; Timpani (2007)
- Louis Vierne: La Musique de chambre intégrale (The Complete Chamber Music) — François Kerdoncuff, piano; Olivier Gardon, piano; Alexis Galpérine, violin; Odile Carracilly, viola; Yvan Chiffoleau, cello; Christian Moreaux, oboe; Pascale Zanlonghi, harp; Quartour Phillips; 2 CDs; Timpani (2005)
- Louis Vierne: Piano Quintet тв. 42: Stephen Coombs, piano; Chilingirian Quartet; Hyperion
- Louis Vierne: L'œuvre pour piano (Works for Piano) — Olivier Gardon, piano; 2 CDs; Timpani (1995)
- Louis Vierne: Mélodies, Volume I — Mireille Delunsch, soprano; François Kerdoncuff, piano; Christine Icart, harp; Timpani (1997)
- Louis Vierne: Mélodies, Volume II — Mireille Delunsch, soprano; François Kerdoncuff, piano; Timpani (2005)
- Louis Vierne: Songs: Rachel Santesso, soprano; Roger Vignoles, piano; Andrew Reid, organ; Hugh Webb, harp; Deux-Elles